# Ojinaga
 (juillet 2019).
Si vous disposez d'ouvrages ou d'articles de référence ou si vous connaissez des sites web de qualité traitant du thème abordé ici, merci de compléter l'article en donnant les références utiles à sa vérifiabilité et en les liant à la section « Notes et références ».
Ojinaga (Manuel Ojinaga) est une ville et le siège d’une municipalité située dans l’État de Chihuahua. En 2015, elle compte 28 040 habitants. Elle est située à l’endroit de la confluence entre le Río Conchos et le Río Grande (connu comme Rio Bravo au Mexique), à un endroit nommé La Junta de los Rios. Presidio, qui est la ville en face au Texas, et Ojinaga sont réunies par le Presidio-Ojinaga International Bridge. 